# Jérôme Fournel
Jérôme Fournel, né le 17 août 1967 à Lyon, est un haut fonctionnaire français. Il est directeur de cabinet du Premier ministre français Michel Barnier du 6 septembre 2024 au 4 décembre 2024.

## Biographie
Jérôme Laurent Fournel naît à Lyon le 17 août 1967, d'un père avocat. Il est diplômé de HEC et de l'ENA, DEA de droit public.
Il est affecté à la direction du Budget en 1995, au bureau spatial et transport,.
En 1999, il est consultant au Fonds monétaire international.
De 2002 à 2004, il est affecté au cabinet de Luc Ferry, ministre de l'Education nationale, puis de 2004 à 2007 au cabinet du Premier ministre, d'abord Jean-Pierre Raffarin puis Dominique de Villepin,.
Il retourne au ministère des finances de 2007 à 2013 comme directeur des douanes, puis à l'inspection générale des finances.
De 2017 à 2019, il est directeur de cabinet du ministre de l’action et des comptes publics, Gérald Darmanin. 
En 2019, il est nommé directeur général des finances publiques.
En janvier 2024, il devient directeur de cabinet du ministre de l’économie et des finances Bruno Le Maire en remplacement de Bertrand Dumont. 
Le 6 septembre 2024, après la nomination de Michel Barnier dans les fonctions de Premier ministre, il devient son directeur de cabinet. Sa première grande tâche y est de préparer le budget 2025 et de plaider auprès de la Commission européenne qui surveille le déficit, jugé excessif, des comptes publics français.

## Opinions
Fournel est un économiste libéral, favorable à l'économie de marché et à la politique de l'offre.

## Affaire judiciaire
En janvier 2024, Mediapart révèle que, à la suite de l'intervention de Hugues Renson auprès du ministre des Finances de l’époque Gérald Darmanin, ce dernier avait demandé en 2017 à son directeur de cabinet Jérôme Fournel de discuter avec l'équipe du Paris Saint-Germain Football Club (PSG) au sujet des impôts relatifs au transfert de Neymar, le PSG souhaitant bénéficier de conditions fiscales favorables,. Le bureau de Jérôme Fournel est perquisitionné le 15 janvier 2024,.